# GO (小説)
『GO』（ゴー）は、2000年に講談社により発行された金城一紀作の小説。同年の直木賞を受賞した他、2001年10月20日に公開されたこれを原作とする映画化作品は日本国内で数多くの映画賞を受賞した。

## あらすじ
在日韓国人の杉原は、日本の普通高校に通う3年生。父親に叩き込まれたボクシングで、ヤクザの息子の加藤や朝鮮学校時代の悪友たちとケンカや悪さに明け暮れる日々を送っている。朝鮮学校時代は「民族学校開校以来のばか」と言われ、社会のクズとして警察にも煙たがれる存在だった。ある日、杉原は加藤の開いたパーティで桜井という風変わりな少女と出会い、ぎこちないデートを重ねながら少しずつお互いの気持ちを近づけていく。そんな時、唯一の尊敬できる友人であったジョンイル（正一）が、些細な誤解から日本人高校生に刺されて命を落とす。親友を失ったショックに愕然としながらも、同胞の敵討ちに向かう仲間には賛同できない杉原は桜井に救いを求め、勇気を振り絞って自分が在日であることを告白する。

## 登場人物
杉原
主人公。在日コリアン。中学まで民族学校に通っていたが、日本の高校に進学したことをきっかけに同じ学校の生徒だった仲間や教師から民族反逆者と呼ばれ虐げられる。父にボクシングを教わったことから喧嘩が強く、正一の影響からか読書家なので物知りの面がある。民族学校時代先輩につけられたあだ名は「クルパー」で、一人称は「僕」。しかし嫌がられるので、桜井の前では「俺」。
加藤
杉原の高校の同級生。日本人。ヤクザの息子。
桜井
ヒロイン。杉原とは加藤の誕生パーティーがきっかけで知り合い、交際し始める。
秀吉
杉原の父。在日コリアン1世。元プロボクサーで世界2位の経験もある。パチンコの換金場で働いている。朝鮮籍であり、韓国籍に変えるように役所に「俺は総書記を尊敬していない！」とアピールするが、「好きにしたらいいよ」と呆れられている。クルパーに「腕を伸ばす範囲に人を近付けなければ傷つくことはないが、人間は傷付かないと生きてはいけない」と子供の頃に教えている。日本に移住して苦労した経験から、息子には大学に行って欲しいと思っている。
道子
杉原の母。在日コリアン2世。息子のバカさに呆れている。息子が警察の世話になり、夫と引き取りに来た際にクルパーが父に殴りかかって倒された際に心配するどころか「バカだねぇ。お父さん元世界2位だよ？」と呆れていた。
正一（ジョンイル）
杉原の民族学校時代からの親友で、その仲はお互い違う高校に進んでも続いた。成績は教師から「開校以来の秀才」と呼ばれる程である。杉原とは性格も見た目も正反対であるが、何故か気が合い、学生時代はマスゲームを嫌がり逃亡した杉原をかばったり、優しい性格で正義感の強い子である。その性格が仇となり、10代の若さで他界してしまう。
元秀（ウォンス）
杉原の民族学校時代の悪友。杉原が日本の高校に進学すると、次第に関係がなくなっていた。
桜井の父
東大卒の有名企業のサラリーマン。リベラリストであり元学生運動の闘士。日本人が自分の国へのポリシーがないことに、強い憤りを感じている。

## 刊行情報
講談社刊
- 四六判単行本 2000年3月30日発売、ISBN 978-4-06-210054-0
- 講談社文庫版 2003年3月14日発売、ISBN 978-4-06-273683-1

角川書店刊
- 角川文庫版 2007年5月30日発売、ISBN 978-4-04-385201-7

## 漫画
秋田書店発行の漫画雑誌『ヤングチャンピオン』に連載された。作画は近藤佳文。単行本は全5巻。
秋田書店刊
- ヤングチャンピオンコミックス

1. 2002年4月4日発売、ISBN 978-4-253-14757-6
2. 2002年9月1日発売、ISBN 978-4-253-14758-3
3. 2003年2月20日発売、ISBN 978-4-253-14759-0
4. 2003年10月23日発売、ISBN 978-4-253-14760-6
5. 2004年3月11日発売、ISBN 978-4-253-14761-3

## 映画
2001年10月20日公開の東映映画。日韓提携作品で、在日を主人公にした映画としては、初めて日・韓で全国ロードショーされた。監督は行定勲、脚本（脚色）は映画脚本は初めてとなる宮藤官九郎。
キネマ旬報ベスト・テン日本映画1位、主演・窪塚洋介が第25回日本アカデミー賞最優秀主演男優賞を史上最年少で受賞した他、同日本アカデミー賞では8部門で最優秀賞を受賞。第74回（2001年）アカデミー外国語映画賞に日本代表作品としてエントリーされた他、この年多くの映画賞を受賞。また柴咲コウ演じるヒロインの桜井は、原作者である金城一紀が柴咲をイメージして創作し、「映画化する際の桜井は柴咲コウ」と映画化の条件として出し、金城の意向通りのキャスティングが行われ、柴咲も本作で、この年の助演女優賞・新人賞を多数受賞、窪塚、柴咲とも出世作となった。
在日韓国人の高校生が人種差別や友情、恋愛を通じて、国籍や民族に捉われない新たなアイデンティティに目覚めていく姿を、ポップでグルーヴ感に満ちた映像で描く青春映画。

### キャスト
- 杉原 - 窪塚洋介（少年時代 - 島村祐成）
- 桜井 - 柴咲コウ
- タワケ - 山本太郎
- 元秀 - 新井浩文
- 加藤 - 村田充
- 正一 - 細山田隆人
- 金先生 - 塩見三省
- 平田満
- 加藤の父 - 上田耕一
- 若い落語家（桂きん朝） - 温水洋一
- 組員 - 津田寛治、田中要次、ボブ鈴木
- 里香 - 伴杏里
- チマチョゴリの少女 - 水川あさみ
- 地下鉄の駅員 - 戸田昌宏
- 桜井の父 - 北見敏之
- 桜井の母 - 銀粉蝶
- 桜井の姉 - 高木りな
- ナオミ - キム・ミン
- 大使館員 - ミョン・ケナム
- 久子 - 姿晴香
- 警官 - 田中哲司、皆川猿時
- 原チャリの配達員 - 森下能幸
- 挑戦者 - 井田篤、胡賢之輔、井坂俊哉
- ナイフで転ぶ挑戦者 - 新田亮
- 本を殴る挑戦者 - 小坂徳利
- 電話前の挑戦者 - 仲島武士
- 100円を賭ける生徒 - 西村豪起
- 少年A - 椿隆之
- 少年Aの友人 - 吉永雄紀、三原伸之、小谷嘉一
- クラブのDJ - 柳田英輝
- 加藤の女 - 飯田れな、森高千春
- バスケの監督 - 松田直樹
- タクシーの運転手 - 大杉漣
- 巡査 - 萩原聖人
- 道子 - 大竹しのぶ
- 秀吉 - 山﨑努

### スタッフ
- 監督：行定勲
- 脚本：宮藤官九郎
- 音楽：めいなCo.(熊谷陽子、浦山秀彦)
- 撮影：柳島克己
- 照明：高屋齋
- 録音：柴山申広
- 編集：今井剛
- 助監督：中村隆彦
- ボクシング指導：金子ボクシングジム(金子健太郎)
- 擬斗：二家本辰巳
- 視覚効果：道木伸隆
- タイトル：マリンポスト(大槻彩乃)
- MA：アオイスタジオ
- 現像：東映化学
- スタジオ：東映東京撮影所
- 撮影協力：神戸フィルムオフィス、神戸市交通局、横浜フィルムコミッション、京浜急行電鉄、焼肉桜苑、国土交通省荒川下流工事事務所、千葉マリンスタジアム、LAWSON
- プロデュース：天野和人、國松達也、出目宏
- 製作者：佐藤雅夫、黒澤満
- 企画：遠藤茂行
- 製作支援：Samsung Venture Investment Corporation
- 製作プロダクション：セントラル・アーツ
- 製作：「GO」製作委員会（東映、スターマックス、テレビ東京、東映ビデオ、TOKYO FM）
- 配給：東映
- 上映時間：122分

### 主題歌
- The Kaleidoscope（ザ・カレイドスコープ）「幸せのありか -theme of GO」（cutting edge）
  - 作詞・作曲：石田匠　編曲：織田哲郎・The Kaleidoscope

### 製作
映画会社各社で映画化権の争奪戦が繰り広げられ、原作者の金城一紀が「映画化することは多少なりとも原作は壊れるものなので、どうせ壊すのなら若い感性で壊して欲しい」と、「30代の監督、脚本家を使うこと、そしてヒロインを柴咲コウに演じて欲しい」と、条件を出した。
東映の創業50周年記念の年間（2001年4月ー2002年3月）のラインアップ10作品の一本として、『バトル・ロワイアル 特別篇』『ホタル』『RED SHADOW 赤影』『仮面ライダーアギト』『千年の恋 ひかる源氏物語』などとともに2001年3月29日、東映本社会議室で製作発表があった。席上、高岩淡東映社長は「おんぼろ弱小プロダクションから再生した東映が今日無事に50才を迎えることになった。『バトル・ロワイアル』が社会現象を起こして大ヒットし、岡田茂会長もこれを機に原点に立ち戻り、東映は野性的に逞しく前進していくという方針を打ち出された。映画というのは岡田会長がいつも言われるように天の時、地の利、人の和が繋がったときに大ヒットする。昨年（2000年）秋の『長崎ぶらぶら節』から東映にもツキが回ってきた。興行も東広島を第1号にシネコンを始めるなど洋画興行でも一人前の仲間入りができた。50周年を意義ある年にして次の50年、100年へ向けて再度、東映の発展に結びつけていきたい」などと述べた。この製作会見で『GO』は2001年5月末クランクアップ、8月完成を予定していると発表された。

#### 製作会見
マスメディアからも注目を集め、2001年5月15日に帝国ホテルで行われた製作発表会には、300名を越すマスメディアが結集。主要キャスト、スタッフが出席。原作は発売と同時に12万部を突破、映画化を巡り数社で争奪戦が演じられていた。本作は東映と韓国のスターマックス社の提携作品で、スターマックスが一部製作出資した。佐藤雅夫東映取締役は「数社による争奪戦でウチが獲得した。ビビットでしびれる日本映画の突破口になるだろう。韓国の会社が製作に参加し、かつ両国で同時期に公開するというのはおそらく初めてと思う」と、韓国スターマックス社趙裕哲は「単に資本参加だけでなく、キャスティングや音楽などスタッフの交流も図っていきたいと考えている。日・韓は歴史教科書検定など外交的な問題もあるが、この国境のない映画の成功で両国の交流を深めたい」、「『GO』は日本映画でも韓国映画でもない」などと述べた。行定勲監督は「初めてのメジャー作品で、豪華なスタッフ・キャスト、直木賞作品の映画化ということでプレッシャーを感じるが、キャリアのない若手の僕を起用してくれた東映さんに応えるためにも自分を見失わず、今までにない東映映画にしたい」と抱負を述べた。窪塚洋介は「この作品に取り組む上で一番大きな問題は僕がジャパニーズで杉原がコリアンジャパニーズだということ。差別の問題は個人的な問題だと思うので冷静でいられる事がベストだと思う」、「原作と出会って色々と考えさせられた。この想いを土台に演技していきたい」などと、約8分間にわたり作品との出会いや、杉原が興味をもっていることに自分も興味を持ち、様々なジャンルの本を読破したことなどを熱く語った。他に東映より、2001年5月下旬にクランクインし、6月末アップ、10月に日・韓両国で同時期公開を予定し、韓国の有名女優の出演も予定していると発表された。焼肉屋の店員ナオミ役キム・ミンは韓国のトップ女優。

#### 脚本
行定監督は宮藤官九郎に「マーティン・スコセッシ監督の『グッドフェローズ』を観てくれ、そこに僕の作りたいことの答えが全部あるとお願いし、脚本が出来た」「『GO』は同世代で作った映画...あの映画はとても客観的につくったんです。あれを突破することで次が見えるはずだったんだけれども、次に青春映画の依頼はなくて、ラブストーリーに戻って……。そんな感じです」などと話している。宮藤は「脚本を依頼された時点で窪塚さんの主演は決定していたので、彼の演じる杉原をイメージして書いた。『在日』ということを現実の一つとしてさらっと描こうと思った。国籍の問題ばかり前に立つよりいろんな人達がそこに生きているということを描くことを一番に考えた」と話している。

#### キャスティング
柴咲は原作者からの熱いオファーに自分とは違うタイプと思い戸惑ったという。柴咲・窪塚以外も後に売れっ子になる当時の若手俳優が多数出演し、斎藤工は出演していないが、芸能界に入って最初に受けたオーディションが『GO』だったという。

#### 撮影
メジャー作品初監督となる行定監督は、当時33歳という若さ。スタッフは全員年上ながら、撮影前に全約1600カットの絵コンテを書き上げ、準備万端で撮影に入った。さまざまなシーンで行定監督と窪塚、柴咲がコミュニケーションを頻繁にとった。
2001年5月23日、都内でクランクイン。最初と最後のバスケットボールの乱闘シーンは都内某小学校の体育館。初日から行定が粘り、出番待ちしていた桜井（柴咲コウ）のシーンまでいかず（映画では最終盤）。冒頭の構内の"スーパー・グレート・チキン・レース"シーンは、関東近郊沿線の駅に撮影許可を求めたが許可が取れず。神戸フィルムオフィスからの誘致があり、兵庫県神戸市兵庫区の神戸市営地下鉄西神・山手線の上沢駅で、2001年7月3日、ロケが行われた。日本で初めて実際に地下鉄の線路上で撮影された。撮影時間は最終電車通過後の深夜0時頃から始発電車が動き出すまでの約5時間。窪塚はこの日クランクアップ。四分の三あたりで杉原（窪塚洋介）と巡査役の萩原聖人の二人芝居は、東京都中央区の豊海橋。2024年現在は辺りの景観は大きく変わっている。都内ロケは他に杉原と桜井の初デートの待ち合わせ国会議事堂など。

### キャッチコピー
- 国境線なんか俺が消してやる

### 作品の評価

#### 興行成績
全国東映系劇場165館でロードショー。興収5億円。興収5.5億円。『映画時報』2002年2月号には低調と書かれている。
2001年11月に開催された第6回釜山国際映画祭で特別招待上映された。主演の窪塚や行定監督、原作者の金城が釜山入りした。2001年11月24日より韓国ソウル市内16館、地方28館の合計44館で公開され、韓国で公開された日本映画としては、異例の観客動員数となった。

#### 批評家評
- 週刊文春「シネマチャート」邦画歴代（1977-2017年）ベストテン第2位[18]。（☆☆☆…満点、批評は公開時のもの）[18]。
  - 品田雄吉「荒っぽい元気の溢れた青春映画。荒っぽさにユーモアが加わって新鮮な魅力を生み出している。人物の描き方も面白い（☆☆☆）」[18]。
  - おすぎ「2001年のベスト1の邦画です。脚本が素晴らしい!!演出にテンポとキレとセンスあり!!窪塚、柴咲らの若手俳優がいい!!（☆☆☆）」[18]。
  - 中野翠「国籍問題はセリフで語らせ過ぎだが、重さと軽さ、深刻さと茶目っ気が面白いバランスで。若い男女二人も立体感ある好演（☆☆☆）」[18]。
  - 斎藤綾子「話が面白いし演出がカッコイイ。若い役者たちと癖のある大人の俳優たちが絶妙な絡みを見せてくれる。気分が晴れます（☆☆☆）」[18]。
  - 芝山幹郎「逆上しやすいが心根のやさしい極東メンタリティの急所を捉えている。速度にムラがなければ、もっと先へ行けたはずだ（☆☆）」[18]。

- 『東洋経済日報』は「『どうして何の疑問もなく『在日』なんて呼べるんだ』『国境線なんかオレが消してやるよ』との主人公の言葉は、在日の問題をあいまいにしてきた日本社会、過去を引きずってきた在日社会への強い問いかけになっている」と評した[7]。

- 原作のファンであった松任谷由実は、『読売新聞』で連載中の「yumi yoriな話」における脚本を担当した宮藤官九郎との対談で「映画『GO』が凄い好きだった」「映画の方が面白いかも」と語っている。

### 受賞歴
- 第75回キネマ旬報ベスト・テン[1]
  - 日本映画ベストワン
  - 監督賞:行定勲
  - 主演男優賞:窪塚洋介
  - 助演男優賞:山崎努
  - 助演女優賞:柴咲コウ
- 第25回日本アカデミー賞[1]
  - 優秀作品賞
  - 最優秀主演男優賞:窪塚洋介
  - 最優秀助演女優賞:柴咲コウ
  - 最優秀助演男優賞:山崎努
  - 優秀助演女優賞:大竹しのぶ
  - 最優秀監督賞:行定勲
  - 最優秀脚本賞:宮藤官九郎
  - 優秀音楽賞:めいなCo.
  - 最優秀撮影賞:柳島克己
  - 最優秀照明賞:高屋斎
  - 優秀美術賞:和田洋
  - 優秀録音賞:柴山申広
  - 最優秀編集賞:今井剛
  - 新人俳優賞:窪塚洋介・柴咲コウ
- 第44回ブルーリボン賞
  - 助演男優賞:山崎努
  - 監督賞:行定勲
  - 新人賞:柴咲コウ
- 第56回毎日映画コンクール[1]
  - 日本映画優秀賞
  - 脚本賞:宮藤官九郎
  - スポニチグランプリ新人賞:窪塚洋介・柴咲コウ
- 第26回報知映画賞[1]
  - 作品賞
  - 主演男優賞:窪塚洋介
  - 助演男優賞:山崎努
  - 助演女優賞:柴咲コウ
- 第14回日刊スポーツ映画大賞・石原裕次郎賞[1]
  - 助演男優賞:山崎努
  - 監督賞:行定勲
  - 新人女優賞:柴咲コウ
  - 石原裕次郎新人賞:窪塚洋介
- 第11回日本映画批評家大賞[1]
  - 主演男優賞:窪塚洋介
  - 助演男優賞:山本太郎
  - 監督賞:行定勲
  - 新人賞:柴咲コウ
- 第23回ヨコハマ映画祭[1]
  - ベストテン第1位
  - 作品賞
  - 監督賞:行定勲
  - 脚本賞:宮藤官九郎
  - 主演男優賞:窪塚洋介
  - 助演男優賞:山崎努
  - 助演女優賞:柴咲コウ
  - 最優秀新人賞:細山田隆人
- 第16回高崎映画祭[1]
  - 若手監督グランプリ:行定勲
  - 最優秀主演男優賞:窪塚洋介
  - 最優秀新人女優賞:柴咲コウ
- 日本映画ペンクラブ会員選出日本映画ベスト1位[1]
- 映画芸術2001年度日本映画ベストテン第1位[1]
- 第44回朝日ベストテン映画祭日本映画第1位[1]
- 第53回読売文学賞戯曲・シナリオ賞受賞[1]
- 第6回日本インターネット映画大賞
  - 主演男優賞（窪塚洋介）
  - 助演男優賞（山崎努）
  - 脚本賞

（海外）
- 第52回ベルリン国際映画祭
  - パノラマ部門出品

### 影響
- Mr.Childrenの「youthful days」はボーカルの桜井和寿が『GO』に影響を受け、主人公の杉原と桜井の2人をイメージして書いたものである。そのことや、主演の窪塚洋介がMr.Childrenのファンであったこともあり、後に桜井と雑誌の対談を行い、『君が好き』のPVにも出演している。その後、本作がきっかけで、金城の映画作品2作目である『フライ,ダディ,フライ』の主題歌をMr.childrenが担当した。

- 成田凌は「行定監督作品のファンで、中でも特に『GO』には衝撃を受けました」などと述べている[19]。

## 舞台
- 2013年10月19日に劇団文化座の舞台で東京芸術劇場にして初演。脚本は水村清遡。演出は岡安伸治[20]。